# Rădoiești
Rădoiești es una comuna ubicada en el distrito de Teleorman, Rumania.

## Superficie
Posee una superficie de 39,17 kilómetros cuadrados.

## Demografía
Hasta 2021 la población era de 2129 habitantes, con una densidad de población de 54,35 habitantes por kilómetro cuadrado.